# Cream VIII
Cream VIII ist eine von Boris Brosowski gegründete deutsche Rock-Band.

## Geschichte
Im Herbst 1992 startete Sänger und Keyboarder Boris Brosowski das Solo-Projekt CREAM8, benannt nach dem Kennzeichen eines Leichenwagens in Rupert Thomsons Das Dunkle Herz der Stadt (The Five Gates of Hell). 1993 erfolgte im Alleingang die komplette Aufnahme der ersten Veröffentlichung The Crimson Dance E.P. auf einer 7" Vinyl-Schallplatte. Zeitgleich veröffentlichte das Tape-Label Beton Tapes das Album Enhanced.
Nach Beendigung der Aufnahmen zu The Crimson Dance stieß der Gitarrist Sascha Lecher hinzu. Zusammen wurde die CD The Emerald Touch (S.O.D./SPV) im Euskirchener Studio der Band The  House of Usher aufgenommen. Der Opener des Albums Water Feels so Comfortably Warm wurde dem German Mystic Sound Sampler CD des Zillo-Magazins als Opener vorangestellt. Das Line-up der ersten Tour 1994/95 vervollständigte der Bassist Jochen Autschbach.
Mit der Umbenennung zu Cream VIII wurde aus dem Solo-Projekt eine Band um Brosowski, Lecher und Autschbach. Das zweite Album Touching Ground enthielt die Kooperation Cernata Semja mit der mazedonischen Band Kismet über die Erfahrungen Brosowskis während seines einjährigen Bulgarienaufenthaltes. Die Band gab Konzerte in Belgien und Deutschland, unterstützt von Sascha Klein an der Gitarre. Ein Konzert in Eeklo, Belgien wurde als Forgiven Live veröffentlicht. Mit dem Ausscheiden Jochen Autschbachs 1999 fiel die Gruppe auseinander.
2004 nahm Boris Brosowski im eigenen Studio neue Stücke für Cream VIII auf und sowohl Sascha Lecher als auch Sascha Klein beteiligten sich daran. Die Band erhielt einen Plattenvertrag beim Independent-Label Sonorium. Neben dem dritten regulären Album Wintertime veröffentlichte die Band eine Best-Of-CD Past to the Past sowie den Mitschnitt eines akustischen Konzerts aus dem gleichen Jahr unter dem Titel Bare. Eine Tournee führte durch deutsche und englische Auftrittsorte. Die Vorgruppe war Devilish Presley. 2005 erfolgte eine komplette Umbesetzung der Band in Brosowski, Lecher, Sonntag, Krötz und Schwipperich. Am Ende des Jahres 2006 fiel die Gruppe wiederum auseinander. Ab 2008 bestand Cream VIII in der Besetzung Brosowski und Sonntag. Es wurden zwei Demo-EPs aufgenommen, F-Nord und E. Das Duo trat nicht mehr auf. Im Mai 2018 erschien mit This Burning ein offizielles Musikvideo und im September 2020 wurde die EP The Keloidal Smile als Musikdownload veröffentlicht. Zeitgleich wurde die komplette Diskographie remastered auf der Plattform Bandcamp veröffentlicht.

## Diskografie

### Alben
- 1994 – The Emerald Touch (Sounds of Delight / SPV)
- 1998 – Touching Ground (Resurrec.)
- 1999 – Forgiven Live (Resurrec.)
- 2004 – Wintertime (Sonorium / Al!ve)
- 2004 – Past to the Past (Best of 1992-2002) (Resurrec. / Al!ve)
- 2004 – Bare Live (Resurrec.)

### EPs
- 1993 – The Crimson Dance (Resurrec.)
- 2011 – F-Nord (itunes)
- 2020 – The Keloidal Smile (Resurrec.)

### Sonstiges
- 1993 – Enhanced Tape Album, Beton Tapes
- 1994 – Und will Dein Blut – auf Gothic Compilation
- 1995 – Life inside the Rain & Seven – auf Sounds of Delight
- 1998 – Big Brother – auf The Dark Side of David Bowie
- 1998 – Raising Cain – auf Forevermore – A Tribute to the Mission
- 2018 – This Burning – Single Videoveröffentlichung auf Youtube
- 2024 – The Ride – Single Veröffentlichung auf Youtube und Bandcamp